# David Johnson (Fußballspieler, 1976)
David Anthony Johnson (* 15. August 1976 in Kingston) ist ein ehemaliger jamaikanischer Fußballspieler, der hauptsächlich durch seine Zeit bei den englischen Vereinen Ipswich Town und Nottingham Forest Bekanntheit erlangte.

## Spielerkarriere

### FC Bury und Ipswich Town
Nachdem ihm der Durchbruch in der ersten Mannschaft von Manchester United verwehrt geblieben war, wechselte David Johnson im Juli 1995 zum FC Bury. Mit dem Viertligisten aus dem nahe Manchester gelegenen Bury stieg Johnson 1995/96 in die dritte Liga auf. In der Saison 1996/97 erreichte Johnson (44 Ligaspiele/8 Treffer) mit Bury den Gewinn der Drittligameisterschaft und damit den direkten Durchmarsch in die zweite Liga.
Am 13. November 1997 wechselte er zum Zweitligisten Ipswich Town und erzielte bis zum Saisonende der Football League First Division 1997/98 zwanzig Ligatreffer für seinen neuen Verein. Nach dreizehn Toren in der Saison 1998/99 und einem erneuten Aus in der ersten Play-off-Runde, erzielte David Johnson 1999/2000 22 Ligatreffer und stieg mit Ipswich nach einem 4:2 im Play-off-Finale über den FC Barnsley in die erste Liga auf.

### Nottingham Forest
Nach vierzehn torlosen Spielen in der Premier League 2000/01 wechselte Johnson am 12. Januar 2001 zum Zweitligisten Nottingham Forest. Nachdem er bei Forest nicht an seine frühere Trefferquote anknüpfen konnte, wurde er in der Rückrunde der Saison 2001/02 an Sheffield Wednesday und den FC Burnley  ausgeliehen.
In der Football League First Division 2002/03 stellte Johnson (25 Tore) seine Treffsicherheit wieder unter Beweis und bildete mit Marlon Harewood (20 Tore) das beste Sturmduo der Liga. Nottingham Forest zog als Tabellensechster in die Play-offs ein, scheiterte dort jedoch vorzeitig an Sheffield United (1:1 und 3:4 nach Verlängerung). Johnson wurde als Auszeichnung für seine guten Leistungen gemeinsam mit seinem Mitspieler Michael Dawson ins PFA Team of the Year der zweiten Liga gewählt.
Verletzungsbedingt fiel er 2003/04 ein halbes Jahr aus und bestritt lediglich 17 Ligaspiele (7 Tore). In der neu eingeführten Football League Championship 2004/05 konnte er lediglich sechs Tore für seinen abstiegsbedrohten Verein erzielen und wurde in der Endphase der Saison an Sheffield United ausgeliehen. Da Nottingham als Vorletzter abgestiegen war, spielte Johnson (17 Spiele/3 Tore) mit seinem Team 2005/06 lediglich in der drittklassigen Football League One. Im November 2005 zog er sich eine Rückenverletzung zu, die letztendlich zum vorzeitigen Ende seiner Spielerkarriere führte.